# 나주 천동서원 묘정비
나주 천동서원 묘정비(羅州 泉洞書院 廟庭碑)는 대한민국 전라남도 나주시 노안면 학산리에 있는 비석이다. 2000년 12월 29일 전라남도의 문화재자료 제212호로 지정되었다.

## 개요
천동서원 묘정비는 조선시대인 1782년(정조 6) 천동서원을 중수할 때 세운 석비이다. 비석에는 조선 후기의 문신인 이관명(李觀命)·이건명(李健命) 형제를 배향했던 천동서원의 내력을 기록하였다. 
이관명의 자는 자빈(子賓), 호는 병산(屛山)이고, 본관은 전주, 시호는 문정(文靖)이다. 1687년 사마시에 합격하고 예조·이조의 참판 및 판서, 우의정·좌의정 등을 지냈다. 이건명의 자는 중강(仲剛), 호는 한포재(寒圃齋)·제월재(霽月齋)이고, 시호는 충민(忠愍)이다. 1686년(숙종 12) 춘당대문과(春塘臺文科)에 급제한 뒤 이조판서, 우의정, 좌의정 등을 지냈으며 시문(詩文)에 뛰어났다. 비좌(碑座)는 사각형인데 매몰되어 있고 이수의 옆면은 귀면(鬼面), 뒷면은 앙련(仰蓮)이 조각되어 있다. 비의 전체높이는 224㎝이고 상태는 양호하며 명문(銘文)의 예술적 가치도 높다.

## 같이 보기
- 천동서원

## 참고 자료
- 나주천동서원묘정비 - 국가유산청 국가유산포털